# هاربورگ (کوارتر)
هاربورگ (به آلمانی: Hamburg-Harburg) یک منطقهٔ مسکونی در آلمان است که در Lüneburg واقع شده‌است. هاربورگ ۲۱٬۱۹۳ نفر جمعیت دارد.